# Ludwig Meybert
Ludwig Meybert (* 1893; † 31. Januar 1961 in Hamburg) war ein deutscher Schauspieler, Theaterregisseur und Hörspielsprecher.

## Leben
Ludwig Meybert begann seine Theaterlaufbahn nach 1915 am Hamburger Thalia Theater zur Zeit der Intendanz von Hermann Röbbeling, der das Haus von 1915 bis 1932 leitete. Anschließend wechselte er innerhalb der Hansestadt an das Schiller-Theater, wo er auch als Regisseur tätig war.
Nach Kriegsende kam er bereits 1945 an das Hamburger Ohnsorg-Theater, das damals noch Richard-Ohnsorg-Theater hieß. Dem Haus in den Großen Bleichen blieb er bis 1956 treu. Ab 1954 begann das Fernsehen  dort Theaterstücke aufzuzeichnen und bundesweit auszustrahlen. Während dieser Zeit war auch Meybert zunächst noch dabei. So sah man ihn 1955 in dem Stück Das Herrschaftskind von Wilfried Wroost an der Seite von Walter Scherau, Heidi Kabel und Vera Gruber. Laut Auskunft des NDR sind aus den 1950er Jahren aber leider keine sendefähigen Kopien mehr erhalten. Wie seine Ohnsorg-Kollegen trat auch er in zahlreichen Mundart-Hörspielen beim Nordwestdeutschen Rundfunk Hamburg und später bei dessen Rechtsnachfolger dem Norddeutschen Rundfunk vor die Mikrophone, so beispielsweise 1952 in einer Hauptrolle in John Brinckmans Komödie Peter Lurenz bi Abukir zusammen mit Otto Lüthje, Walter Scherau und Hartwig Sievers.
Nach seiner Ohnsorgzeit unternahm er mit Verner Arps Gastspielreisen nach Dänemark, Schweden, Portugal und Spanien. Zum Ende seiner Laufbahn konnte man ihn noch in vielen Charakterstudien mehrerer Filme sehen, so in dem Spielfilm Die Bande des Schreckens oder mit Heinz Engelmann, Wolfgang Völz und Dieter Eppler in der Stahlnetz-Folge E... 605.

## Filmografie
- 1960: Die Bande des Schreckens
- 1960: Stahlnetz: E ... 605
- 1961: Der grüne Bogenschütze
- 1962: Verrat auf Befehl

## Aufzeichnungen aus dem Ohnsorg-Theater
- 1955: Das Herrschaftskind (Diener Albert) – Regie: Hans Mahler

## Hörspiele
- 1946: Paul Schurek: Stratenmusik (Emil Spittel, 2. Trumpet) – Regie: Curt Becker
- 1950: Karl Bunje: Familjenansluß. Een vergnögt Hörspill (Der Gerichtsvollzieher) – Regie: Hans Freundt
- 1950: Martha Jochens: Johannes Brahms. Een plattdütsch Spill (William Kupfer, Notenschriever bi Brahms in Wien) – Regie: Hans Freundt
- 1951: Peter Kalff: Dat Redentiner Osterspill (Jesaias) – Regie: Hans Freundt
- 1951: Stefanie Malotka: Segeln – ein Sport für Männer. „Mieke“ sticht in die Alster – Eine heitere Hörfolge (Käpt’n Asmussen) – Regie: Rudi Fisch
- 1951: Fritz Stavenhagen: De dütsche Michel (Ein kranker Bettler) – Regie: Hans Freundt
- 1951: Jan Fabricius: Ünner een Dack. Speel in dree Optöög (Afkaat) – Regie: Hans Freundt
- 1951: Hans Henning Holm: Wat waard hier späält? Kummedi (Detlev Homfeldt, Bauer) – Regie: Werner Perrey
- 1951: Heinrich Behnken: De Ehestiftung. Lustspill in een Akt (De Schoolmester) – Regie: Hans Freundt
- 1951: Rudolf Kinau: Kristoffer Kolumbus. Hörspeel for groote Jungs un Deerns (Stiernkieker) – Regie: Hans Freundt
- 1951: Heinrich Schmidt-Barrien: Dat plattdütsche Krüppenspäl (Schäfer) – Regie: Hans Freundt
- 1952: Herbert Stahlbuhk: Heimotluft. Een Speel mit Musik (Winter, de Gerichtsvulltrecker) – Regie: Hans Freundt
- 1952: John Brinckman: Peter Lurenz bi Abukir. Ein heiteres Hörspiel frei nach John Brinckmans gleichnamiger Erzählung, bearbeitet von Wilfried Wroost (Kanzlist Maackens) – Regie: Hans Freundt
- 1952: Hans Bunje: Allns üm de Deern (De Kröger) – Regie: Hans Freundt
- 1952: Friedrich Lindemann: In Luv und Lee die Liebe. Een lustig Spill (Hansen, Zollbeamter) – Regie: Hans Freundt
- 1952: Paul Möhring: Zitronenjette (Behrens, Inhaber eines Konfektionsgeschäftes) – Redaktion und Regie: Günter Jansen
- 1952: Hans Kobitzsch: Lot mi an Land. En Törn ut de Seilschippstied (Lotse) – Regie: Hans Freundt
- 1952: Fritz Reuter: Juulklapp. En Hörspill (Boldt, Börger to Parchen) – Regie: Hans Freundt
- 1952: Gerhart Herrmann Mostar: Das Gericht zieht sich zur Beratung zurück (Folge: Der weiße Magier) (Pahl) – Regie: Gerd Fricke
- 1953: Harry Krüger-York: Dat Jubelpaar. 'ne Sülverhochtiets-Kumedi (Hauptmann des Schützenvereins) – Regie: Hans Freundt
- 1953: Karl Hermann Cordt: De anner Weg  (Hein Ohlmeyer) – Regie: Günter Jansen
- 1953: Gerhard Ukena: Wat wullt dar an maken ...? En lustig Spill (Ein Portier) – Regie: Günter Jansen
- 1953: Hans Ehrke: De letzte Feihde. Hörspeel in dree Optög (En holsteener Baad) – Regie: Günter Jansen
- 1953: Paul Duysen: Nu kümmt de Storm. Plattdütsch Truerspill unner Fischerslüüd (Paul Paulsen, Gastwirt) – Regie: Günter Jansen
- 1953: Hans Heitmann: Dat Motiv (Lüders) – Regie: Günter Jansen
- 1954: Albert Mähl: Hemmingstedt. Niederdeutsche Funkballade – Regie: Günter Jansen
- 1954: Werner Perrey: Hein Mahrt. Een Hörspill ut uns Tied (Lehrer) – Regie: Hans Tügel
- 1954: Hans Kobitzsch: Smuggelmeier. Een snackschen Törn ut'n Hamborger Hoben (Stimme) – Regie: Günter Jansen
- 1954: Paul Hinrich Cassun: Harten ünner'n Hamer. En nachdenksch Spill  (Kröger) – Regie: Hans Tügel
- 1954: Hans Mumm: De Bloatsbroder (in Soldat der Garde) – Regie: Günter Jansen
- 1954: Otto Tenne: Dat Hart is klöker. Lütte Funkvertellen vun leege Stünnen mit einem Beitrag von Ewald Christophers – Redaktion und Regie: Hans Tügel
- 1956: Adolf Woderich: De Knickerbüdel. Heiteres niederdeutsches Hörspiel (Onkel August) – Redaktion und Regie: Günther Siegmund
- 1956: Hannes Drews: Äwer de Grenz – Regie: Günter Jansen
- 1956: Fritz Stavenhagen: De ruge Hoff. Niederdeutsche Bauernkomödie (Krischan Vossen, Bauer) – Redaktion und Regie: Hans Tügel
- 1957: Marie Ulfers: To froh un to last (Stimme) – Redaktion und Regie: Günter Jansen
- 1958: Irmgard Seidel: Fierobend. Een lütt Speel ut uns Tied (Een Stimm) – Regie: Günter Jansen
- 1958: Walter Gättke: De Daag ward kötter. Lütt half Stünn to'n Besinnen von (1. Stimme) – Regie: Günter Jansen
- 1959: Gerd Cornelius: De beiden Frünn (Dr. Rabe, Arzt) – Regie: Heinz Lanker
- 1959: Thomas Klingg: Hurra, mien Modder kan swemm'n. Ein plattdeutsches Hörspiel nach Thomas Klinggs Hamburger Schelmenroman Jan Blaufink (Bürgermeister) – Redaktion und Regie: Otto Lüthje
- 1959: Artur M. Fraedrich: Spök in'n Dörpen. Hörspill nach einem eigenen Kindheitserlebnis (Harnack, Stellmaker) – Regie: Otto Lüthje
- 1959: Wilhelm M. Albrechts: Anners een ehr Kind (Dokter) – Regie: Heinz Lanker
- 1967: Friedrich Wilhelm Trumpf: De niege Straat. Niederdeutsches Hörspiel (Ahrens, Nachbar) – Regie: Rudolf Beiswanger